# گریز ریور (واشینگتن)
گریز ریور (به انگلیسی: Grays River) یک منطقهٔ مسکونی در ایالات متحده آمریکا است که در واشینگتن واقع شده‌است. گریز ریور ۵۲٫۲۹۳ کیلومتر مربع مساحت و ۲۶۳ نفر جمعیت دارد و ۴۹٫۰۷ متر بالاتر از سطح دریا واقع شده‌است.